# Lac de Tardevant
Le lac de Tardevant est un petit lac de France situé dans les Alpes, dans la chaîne des Aravis, sur la commune de La Clusaz en Haute-Savoie.

## Géographie
Ce lac naturel se trouve au milieu de la combe de Tardevant, dominé par le sommet du même nom et l'Ambrevettaz à l'est, la Tête de Paccaly au sud-est et les rochers de la Salla à l'ouest. Il est accessible par un sentier de randonnée qui remonte la combe en direction du Tardevant depuis les chalets de Paccaly ou le refuge de la Bombardellaz. Le départ de la randonnée se fait généralement depuis le Les Confins à l'ouest mais aussi depuis le col des Annes au nord ou directement depuis la vallée du Bouchet au nord-ouest.